# Superliga de Turquía 2017-18
La temporada 2017-18 fue la 60.ª temporada de la Superliga de Turquía, la máxima categoría del fútbol profesional en Turquía. El torneo comenzó el 11 de agosto de 2017 y finalizó el 19 de mayo de 2018. El campeón defensor es el Beşiktaş de Estambul.

## Ascensos y descensos
Rizespor, Gaziantepspor, Adanaspor fueron relegados al final de la temporada 2016-17 después de terminar en los tres últimos lugares de la tabla de posiciones. 
Los equipos descendidos fueron reemplazados por el campeón de la TFF Primera División el Sivasspor, el subcampeón Yeni Malatyaspor y el ganador de la eliminatoria el Göztepe SK.
| Pos. | Descendidos de la Superliga de Turquía 2016-17 |
| ---- | ---------------------------------------------- |
| 16.º | Rizespor                                       |
| 17.º | Gaziantepspor                                  |
| 18.º | Adanaspor                                      |

| Pos.  | Ascendidos de la Bank Asya 1. lig 2016-17 |
| ----- | ----------------------------------------- |
| 1.º   | Sivasspor                                 |
| 2.º   | Yeni Malatyaspor                          |
| Prom. | Göztepe SK                                |

## Clubes
| Club                 | Ciudad     | Estadio                     | Aforo  |
| -------------------- | ---------- | --------------------------- | ------ |
| Akhisar Belediyespor | Manisa     | Manisa 19 Mayis             | 16.597 |
| Alanyaspor           | Alanya     | Estadio Bahçeşehir Okulları | 10.500 |
| Antalyaspor          | Antalya    | Estadio de Antalya          | 33.032 |
| Beşiktaş             | Estambul   | Vodafone Arena              | 41.903 |
| Bursaspor            | Bursa      | Timsah Arena                | 45.000 |
| Fenerbahçe           | Estambul   | Şükrü Saracoğlu             | 50.509 |
| Galatasaray          | Estambul   | Türk Telekom Arena          | 52.652 |
| Gençlerbirliği       | Ankara     | Ankara 19 Mayis             | 19.209 |
| Göztepe SK           | Esmirna    | Bornova                     | 6.041  |
| İstanbul Başakşehir  | Estambul   | Başakşehir Arena            | 17.319 |
| Karabükspor          | Karabük    | Dr. Necmettin Şeyhoğlu      | 15.000 |
| Kasımpaşa            | Estambul   | Recep Tayyip Erdoğan        | 14.234 |
| Kayserispor          | Kayseri    | Kadir Has                   | 32.864 |
| Konyaspor            | Konya      | Torku Arena                 | 42.276 |
| Osmanlispor          | Ankara     | Yenikent Asaş               | 20.000 |
| Sivasspor            | Sivas      | Nuevo 4 Eylül               | 27.532 |
| Trabzonspor          | Trebisonda | Estadio Şenol Güneş         | 41.500 |
| Yeni Malatyaspor     | Malatya    | Malatya Arena               | 27.000 |

### Información de los equipos
| Equipo               | Entrenador          | Capitán          | Marca  | Patrocinador principal |
| -------------------- | ------------------- | ---------------- | ------ | ---------------------- |
| Akhisar Belediyespor | Okan Buruk          | Custódio Castro  | Nike   |                        |
| Alanyaspor           | Safet Sušić         | Haydar Yılmaz    | Kappa  | TAV Airports           |
| Antalyaspor          | Rıza Çalımbay       | Samuel Eto'o     | Nike   | IATI                   |
| Atiker Konyaspor     | Mustafa Reşit Akçay | Ali Çamdalı      | Hummel | Spor Toto              |
| Beşiktaş             | Şenol Güneş         | Tolga Zengin     | Adidas | Vodafone               |
| Bursaspor            | Paul Le Guen        | Pablo Batalla    | Puma   | Warmhaus               |
| Fenerbahçe           | Aykut Kocaman       | Volkan Demirel   | Adidas | Nesine.com             |
| Galatasaray          | Igor Tudor          | Selçuk İnan      | Nike   | Nef                    |
| Gençlerbirliği       | Ümit Özat           | Selçuk Şahin     | Lotto  | ARTE                   |
| Göztepe              | Tamer Tuna          | Murat Akin       | Lotto  |                        |
| İstanbul Başakşehir  | Abdullah Avcı       | Emre Belözoğlu   | Nike   | Makro                  |
| Kardemir Karabükspor | Zoran Barisic       | Ahmet Şahin      | Adidas | Kardemir               |
| Kasımpaşa            | Kemal Özdeş         | Adem Büyük       | Nike   | Halley                 |
| Kayserispor          | Marius Şumudică     | Larrys Mabiala   | Adidas | İstikbal               |
| Osmanlıspor          | Bülent Uygun        | Erdal Kılıçaslan | Nike   | ATG                    |
| Sivasspor            | Samet Aybaba        | Adem Koçak       | Adidas |                        |
| Trabzonspor          | Ersun Yanal         | Onur Kıvrak      | Nike   | QNB                    |
| Yeni Malatyaspor     | Ertuğrul Sağlam     | Vedat Kapurtu    | Adidas |                        |

## Tabla de posiciones
| Pos. | Equipo                   | Pts. | PJ | G  | E  | P  | GF | GC | Dif. | Clasificación o descenso                                                           |
| ---- | ------------------------ | ---- | -- | -- | -- | -- | -- | -- | ---- | ---------------------------------------------------------------------------------- |
| 1    | Galatasaray              | 75   | 34 | 24 | 3  | 7  | 75 | 33 | +42  | Clasificado a fase de grupos de Liga de Campeones de la UEFA 2018-19               |
| 2    | Fenerbahçe               | 72   | 34 | 21 | 9  | 4  | 78 | 36 | +42  | Clasificado a la segunda ronda clasificatoria Liga de Campeones de la UEFA 2018-19 |
| 3    | İstanbul Başakşehir      | 72   | 34 | 22 | 6  | 6  | 62 | 34 | +28  | Clasificado a la tercera ronda clasificatoria de Liga Europa de la UEFA 2018-19    |
| 4    | Beşiktaş                 | 71   | 34 | 21 | 8  | 5  | 69 | 30 | +39  | Clasificado a la segunda ronda clasificatoria de Liga Europa de la UEFA 2018-19    |
| 5    | Trabzonspor              | 55   | 34 | 15 | 10 | 9  | 63 | 51 | +12  |                                                                                    |
| 6    | Göztepe                  | 49   | 34 | 13 | 10 | 11 | 49 | 50 | −1   |                                                                                    |
| 7    | Sivasspor                | 49   | 34 | 14 | 7  | 13 | 45 | 53 | −8   |                                                                                    |
| 8    | Kasımpaşa                | 46   | 34 | 13 | 7  | 14 | 57 | 58 | −1   |                                                                                    |
| 9    | Kayserispor              | 44   | 34 | 12 | 8  | 14 | 44 | 55 | −11  |                                                                                    |
| 10   | Yeni Malatyaspor         | 43   | 34 | 11 | 10 | 13 | 38 | 45 | −7   |                                                                                    |
| 11   | Akhisar Belediyespor (a) | 42   | 34 | 11 | 9  | 14 | 44 | 53 | −9   | Clasificado a fase de grupos de Liga Europa de la UEFA 2018-19                     |
| 12   | Alanyaspor               | 40   | 34 | 11 | 7  | 16 | 55 | 59 | −4   |                                                                                    |
| 13   | Bursaspor                | 39   | 34 | 11 | 6  | 17 | 43 | 48 | −5   |                                                                                    |
| 14   | Antalyaspor              | 38   | 34 | 10 | 8  | 16 | 40 | 59 | −19  |                                                                                    |
| 15   | Konyaspor                | 36   | 34 | 9  | 9  | 16 | 38 | 42 | −4   |                                                                                    |
| 16   | Osmanlıspor              | 33   | 34 | 8  | 9  | 17 | 49 | 60 | −11  | Descendido a la TFF Primera División 2018-19                                       |
| 17   | Gençlerbirliği           | 33   | 34 | 8  | 9  | 17 | 37 | 54 | −17  | Descendido a la TFF Primera División 2018-19                                       |
| 18   | Kardemir Karabükspor     | 12   | 34 | 3  | 3  | 28 | 20 | 86 | −66  | Descendido a la TFF Primera División 2018-19                                       |

 Fuente: Spor Toto Süper Lig 2017-18
- (a) El Akhisar Belediyespor esta clasificado a la Liga Europa de la UEFA 2018-19 como vencedor de la Copa de Turquía 2017-18.

## Resultados
- Los horarios corresponden al huso horario de Turquía: UTC +3

### Primera vuelta
| İstanbul Başakşehir  | 1 - 0 | Bursaspor            | Başakşehir Arena    | 11 de agosto | 21:45 |
| Akhisar Belediyespor | 1 - 0 | Sivasspor            | Manisa 19 Mayis     | 12 de agosto | 20:00 |
| Gençlerbirliği       | 1 - 1 | Kardemir Karabükspor | Ankara 19 Mayis     | 12 de agosto | 20:00 |
| Alanyaspor           | 1 - 3 | Kasımpaşa            | Alanya Oba          | 12 de agosto | 21:45 |
| Göztepe              | 2 - 2 | Fenerbahçe           | Bornova             | 12 de agosto | 21:45 |
| Yeni Malatyaspor     | 3 - 1 | Osmanlıspor          | Malatya İnönü       | 13 de agosto | 20:00 |
| Trabzonspor          | 2 - 1 | Konyaspor            | Estadio Şenol Güneş | 13 de agosto | 20:00 |
| Beşiktaş             | 2 - 0 | Antalyaspor          | Vodafone Arena      | 13 de agosto | 21:45 |
| Galatasaray          | 4 - 1 | Kayserispor          | Türk Telekom Arena  | 14 de agosto | 21:45 |

| Kasımpaşa            | 2 - 2 | Beşiktaş             | Recep Tayyip Erdoğan   | 18 de agosto | 21:45 |
| Kardemir Karabükspor | 3 - 1 | İstanbul Başakşehir  | Dr. Necmettin Şeyhoğlu | 19 de agosto | 19:00 |
| Bursaspor            | 3 - 2 | Alanyaspor           | Timsah Arena           | 19 de agosto | 19:45 |
| Sivasspor            | 2 - 0 | Yeni Malatyaspor     | Yeni Sivas 4 Eylül     | 19 de agosto | 21:45 |
| Osmanlıspor          | 1 - 3 | Galatasaray          | Yenikent Asaş          | 19 de agosto | 21:45 |
| Kayserispor          | 1 - 0 | Göztepe              | Kadir Has              | 20 de agosto | 20:00 |
| Antalyaspor          | 2 - 2 | Akhisar Belediyespor | Yeni Antalya           | 20 de agosto | 21:45 |
| Fenerbahçe           | 2 - 2 | Trabzonspor          | Şükrü Saracoğlu        | 20 de agosto | 21:45 |
| Konyaspor            | 3 - 0 | Gençlerbirliği       | Torku Arena            | 21 de agosto | 21:45 |

| Alanyaspor           | 1 - 1 | Kardemir Karabükspor | Alanya Oba         | 25 de agosto | 21:45 |
| Galatasaray          | 3 - 0 | Sivasspor            | Türk Telekom Arena | 25 de agosto | 21:45 |
| Yeni Malatyaspor     | 1 - 1 | Antalyaspor          | Malatya İnönü      | 26 de agosto | 19:45 |
| Beşiktaş             | 2 - 1 | Bursaspor            | Vodafone Arena     | 26 de agosto | 19:45 |
| Göztepe              | 3 - 2 | Trabzonspor          | Bornova            | 26 de agosto | 21:45 |
| Kayserispor          | 2 - 2 | Osmanlıspor          | Kadir Has          | 26 de agosto | 21:45 |
| İstanbul Başakşehir  | 2 - 1 | Konyaspor            | Başakşehir Arena   | 27 de agosto | 19:45 |
| Akhisar Belediyespor | 2 - 1 | Kasımpaşa            | Manisa 19 Mayis    | 27 de agosto | 21:45 |
| Gençlerbirliği       | 1 - 2 | Fenerbahçe           | Ankara 19 Mayis    | 27 de agosto | 21:45 |

| Kardemir Karabükspor | 0 - 1 | Beşiktaş             | Dr. Necmettin Şeyhoğlu | 9 de septiembre  | 17:00 |
| Sivasspor            | 0 - 2 | Kayserispor          | Yeni Sivas 4 Eylül     | 9 de septiembre  | 17:00 |
| Konyaspor            | 0 - 2 | Alanyaspor           | Torku Arena            | 9 de septiembre  | 20:00 |
| Fenerbahçe           | 2 - 3 | İstanbul Başakşehir  | Şükrü Saracoğlu        | 9 de septiembre  | 20:00 |
| Trabzonspor          | 3 - 1 | Gençlerbirliği       | Estadio Şenol Güneş    | 10 de septiembre | 17:00 |
| Osmanlıspor          | 0 - 2 | Göztepe              | Yenikent Asaş          | 10 de septiembre | 17:00 |
| Bursaspor            | 3 - 0 | Akhisar Belediyespor | Timsah Arena           | 10 de septiembre | 20:00 |
| Antalyaspor          | 1 - 1 | Galatasaray          | Yeni Antalya           | 10 de septiembre | 20:00 |
| Kasımpaşa            | 3 - 2 | Yeni Malatyaspor     | Recep Tayyip Erdoğan   | 11 de septiembre | 20:00 |

| Kayserispor          | 2 - 0 | Antalyaspor          | Kadir Has          | 15 de septiembre | 20:00 |
| Yeni Malatyaspor     | 2 - 4 | Bursaspor            | Malatya İnönü      | 16 de septiembre | 17:00 |
| Galatasaray          | 2 - 0 | Kasımpaşa            | Türk Telekom Arena | 16 de septiembre | 20:00 |
| Akhisar Belediyespor | 2 - 1 | Kardemir Karabükspor | Manisa 19 Mayis    | 16 de septiembre | 20:00 |
| Osmanlıspor          | 2 - 4 | Sivasspor            | Yenikent Asaş      | 17 de septiembre | 17:00 |
| İstanbul Başakşehir  | 2 - 2 | Trabzonspor          | Başakşehir Arena   | 17 de septiembre | 17:00 |
| Göztepe              | 3 - 2 | Gençlerbirliği       | Bornova            | 17 de septiembre | 20:00 |
| Alanyaspor           | 1 - 4 | Fenerbahçe           | Alanya Oba         | 17 de septiembre | 20:00 |
| Beşiktaş             | 2 - 0 | Konyaspor            | Vodafone Arena     | 18 de septiembre | 20:00 |

| Trabzonspor          | 3 - 4 | Alanyaspor           | Estadio Şenol Güneş    | 22 de septiembre | 20:00 |
| Konyaspor            | 2 - 0 | Akhisar Belediyespor | Torku Arena            | 23 de septiembre | 14:00 |
| Gençlerbirliği       | 1 - 0 | İstanbul Başakşehir  | Ankara 19 Mayis        | 23 de septiembre | 16:30 |
| Fenerbahçe           | 2 - 1 | Beşiktaş             | Şükrü Saracoğlu        | 23 de septiembre | 19:30 |
| Sivasspor            | 2 - 3 | Göztepe              | Yeni Sivas 4 Eylül     | 24 de septiembre | 14:00 |
| Kardemir Karabükspor | 2 - 4 | Yeni Malatyaspor     | Dr. Necmettin Şeyhoğlu | 24 de septiembre | 14:00 |
| Kasımpaşa            | 1 - 1 | Kayserispor          | Recep Tayyip Erdoğan   | 24 de septiembre | 16:30 |
| Bursaspor            | 1 - 2 | Galatasaray          | Timsah Arena           | 24 de septiembre | 19:30 |
| Antalyaspor          | 3 - 0 | Osmanlıspor          | Yeni Antalya           | 25 de septiembre | 20:00 |

| Akhisar Belediyespor | 1 - 0 | Fenerbahçe           | Manisa 19 Mayis    | 29 de septiembre | 20:00 |
| Sivasspor            | 3 - 1 | Antalyaspor          | Yeni Sivas 4 Eylül | 30 de septiembre | 14:00 |
| Osmanlıspor          | 3 - 0 | Kasımpaşa            | Yenikent Asaş      | 30 de septiembre | 14:00 |
| Kayserispor          | 3 - 1 | Bursaspor            | Kadir Has          | 30 de septiembre | 16:30 |
| Galatasaray          | 3 - 2 | Kardemir Karabükspor | Türk Telekom Arena | 30 de septiembre | 19:30 |
| Yeni Malatyaspor     | 1 - 1 | Konyaspor            | Malatya İnönü      | 1 de octubre     | 14:00 |
| Alanyaspor           | 4 - 1 | Gençlerbirliği       | Alanya Oba         | 1 de octubre     | 16:30 |
| Beşiktaş             | 2 - 2 | Trabzonspor          | Vodafone Arena     | 1 de octubre     | 19:30 |
| Göztepe              | 1 - 2 | İstanbul Başakşehir  | Bornova            | 1 de octubre     | 19:30 |

| Gençlerbirliği       | 2 - 1 | Beşiktaş             | Ankara 19 Mayis        | 13 de octubre | 20:00 |
| Kardemir Karabükspor | 1 - 0 | Kayserispor          | Dr. Necmettin Şeyhoğlu | 14 de octubre | 14:00 |
| Antalyaspor          | 1 - 3 | Göztepe              | Yeni Antalya           | 14 de octubre | 16:30 |
| İstanbul Başakşehir  | 2 - 1 | Alanyaspor           | Başakşehir Arena       | 14 de octubre | 16:30 |
| Konyaspor            | 0 - 2 | Galatasaray          | Torku Arena            | 14 de octubre | 19:30 |
| Kasımpaşa            | 2 - 3 | Sivasspor            | Recep Tayyip Erdoğan   | 15 de octubre | 14:00 |
| Trabzonspor          | 1 - 6 | Akhisar Belediyespor | Estadio Şenol Güneş    | 15 de octubre | 16:30 |
| Fenerbahçe           | 3 - 1 | Yeni Malatyaspor     | Şükrü Saracoğlu        | 15 de octubre | 19:30 |
| Bursaspor            | 3 - 1 | Osmanlıspor          | Timsah Arena           | 16 de octubre | 20:00 |

| Antalyaspor          | 2 - 1 | Kasımpaşa            | Yeni Antalya       | 20 de octubre | 20:00 |
| Göztepe              | 3 - 3 | Alanyaspor           | Bornova            | 20 de octubre | 20:00 |
| Osmanlıspor          | 3 - 0 | Kardemir Karabükspor | Yenikent Asaş      | 21 de octubre | 14:00 |
| Akhisar Belediyespor | 3 - 3 | Gençlerbirliği       | Manisa 19 Mayis    | 21 de octubre | 16:30 |
| Yeni Malatyaspor     | 1 - 0 | Trabzonspor          | Malatya İnönü      | 21 de octubre | 19:30 |
| Sivasspor            | 0 - 0 | Bursaspor            | Yeni Sivas 4 Eylül | 22 de octubre | 14:00 |
| Kayserispor          | 2 - 1 | Konyaspor            | Kadir Has          | 22 de octubre | 16:30 |
| Galatasaray          | 0 - 0 | Fenerbahçe           | Türk Telekom Arena | 22 de octubre | 19:30 |
| Beşiktaş             | 1 - 1 | İstanbul Başakşehir  | Vodafone Arena     | 23 de octubre | 20:04 |

| Kasımpaşa            | 3 - 1 | Göztepe              | Recep Tayyip Erdoğan   | 27 de octubre | 20:00 |
| Gençlerbirliği       | 0 - 1 | Yeni Malatyaspor     | Ankara 19 Mayis        | 28 de octubre | 14:00 |
| İstanbul Başakşehir  | 2 - 1 | Akhisar Belediyespor | Başakşehir Arena       | 28 de octubre | 16:30 |
| Alanyaspor           | 1 - 2 | Beşiktaş             | Alanya Oba             | 28 de octubre | 19:30 |
| Konyaspor            | 1 - 0 | Osmanlıspor          | Torku Arena            | 29 de octubre | 14:00 |
| Kardemir Karabükspor | 0 - 1 | Sivasspor            | Dr. Necmettin Şeyhoğlu | 29 de octubre | 14:00 |
| Bursaspor            | 4 - 0 | Antalyaspor          | Timsah Arena           | 29 de octubre | 16:30 |
| Trabzonspor          | 2 - 1 | Galatasaray          | Estadio Şenol Güneş    | 29 de octubre | 19:30 |
| Fenerbahçe           | 3 - 3 | Kayserispor          | Şükrü Saracoğlu        | 30 de octubre | 20:00 |

| Galatasaray          | 5 - 1 | Gençlerbirliği       | Türk Telekom Arena   | 3 de noviembre | 20:00 |
| Kasımpaşa            | 2 - 2 | Bursaspor            | Recep Tayyip Erdoğan | 4 de noviembre | 14:00 |
| Kayserispor          | 0 - 0 | Trabzonspor          | Kadir Has            | 4 de noviembre | 14:00 |
| Antalyaspor          | 2 - 1 | Kardemir Karabükspor | Yeni Antalya         | 4 de noviembre | 16:30 |
| Osmanlıspor          | 1 - 1 | Fenerbahçe           | Yenikent Asaş        | 4 de noviembre | 19:30 |
| Akhisar Belediyespor | 0 - 4 | Alanyaspor           | Manisa 19 Mayis      | 5 de noviembre | 14:00 |
| Yeni Malatyaspor     | 0 - 2 | İstanbul Başakşehir  | Malatya İnönü        | 5 de noviembre | 16:30 |
| Sivasspor            | 2 - 1 | Konyaspor            | Yeni Sivas 4 Eylül   | 5 de noviembre | 19:30 |
| Göztepe              | 1 - 3 | Beşiktaş             | Bornova              | 5 de noviembre | 19:30 |

| Beşiktaş             | 0 - 0 | Akhisar Belediyespor | Vodafone Arena         | 17 de noviembre | 20:00 |
| Bursaspor            | 0 - 0 | Göztepe              | Timsah Arena           | 18 de noviembre | 14:00 |
| Konyaspor            | 1 - 1 | Antalyaspor          | Torku Arena            | 18 de noviembre | 16:30 |
| İstanbul Başakşehir  | 5 - 1 | Galatasaray          | Başakşehir Arena       | 18 de noviembre | 19:30 |
| Alanyaspor           | 1 - 0 | Yeni Malatyaspor     | Alanya Oba             | 19 de noviembre | 14:00 |
| Gençlerbirliği       | 1 - 2 | Kayserispor          | Ankara 19 Mayis        | 19 de noviembre | 14:00 |
| Trabzonspor          | 4 - 3 | Osmanlıspor          | Estadio Şenol Güneş    | 19 de noviembre | 16:30 |
| Fenerbahçe           | 4 - 1 | Sivasspor            | Şükrü Saracoğlu        | 19 de noviembre | 19:30 |
| Kardemir Karabükspor | 0 - 2 | Kasımpaşa            | Dr. Necmettin Şeyhoğlu | 20 de noviembre | 20:00 |

| Osmanlıspor      | 2 - 0 | Gençlerbirliği       | Yenikent Asaş        | 24 de noviembre | 20:00 |
| Göztepe          | 2 - 0 | Akhisar Belediyespor | Bornova              | 25 de noviembre | 14:00 |
| Yeni Malatyaspor | 0 - 0 | Beşiktaş             | Malatya İnönü        | 25 de noviembre | 16:30 |
| Galatasaray      | 2 - 0 | Alanyaspor           | Türk Telekom Arena   | 25 de noviembre | 19:30 |
| Sivasspor        | 1 - 2 | Trabzonspor          | Yeni Sivas 4 Eylül   | 26 de noviembre | 14:00 |
| Bursaspor        | 2 - 1 | Kardemir Karabükspor | Timsah Arena         | 26 de noviembre | 14:00 |
| Kasımpaşa        | 2 - 1 | Konyaspor            | Recep Tayyip Erdoğan | 26 de noviembre | 16:30 |
| Antalyaspor      | 0 - 1 | Fenerbahçe           | Yeni Antalya         | 26 de noviembre | 19:30 |
| Kayserispor      | 1 - 1 | İstanbul Başakşehir  | Kadir Has            | 27 de noviembre | 20:00 |

| Akhisar Belediyespor | 0 - 0 | Yeni Malatyaspor | Manisa 19 Mayis        | 2 de diciembre | 14:00 |
| Kardemir Karabükspor | 0 - 1 | Göztepe          | Dr. Necmettin Şeyhoğlu | 2 de diciembre | 16:30 |
| Beşiktaş             | 3 - 0 | Galatasaray      | Vodafone Arena         | 2 de diciembre | 19:30 |
| Konyaspor            | 0 - 3 | Bursaspor        | Torku Arena            | 3 de diciembre | 14:00 |
| Gençlerbirliği       | 4 - 0 | Sivasspor        | Ankara 19 Mayis        | 3 de diciembre | 14:00 |
| İstanbul Başakşehir  | 1 - 0 | Osmanlıspor      | Başakşehir Arena       | 3 de diciembre | 16:30 |
| Fenerbahçe           | 4 - 2 | Kasımpaşa        | Şükrü Saracoğlu        | 3 de diciembre | 19:30 |
| Alanyaspor           | 1 - 2 | Kayserispor      | Alanya Oba             | 4 de diciembre | 20:00 |
| Trabzonspor          | 3 - 0 | Antalyaspor      | Estadio Şenol Güneş    | 4 de diciembre | 20:00 |

| Bursaspor        | 0 - 1 | Fenerbahçe           | Timsah Arena         | 8 de diciembre  | 20:00 |
| Kasımpaşa        | 0 - 3 | Trabzonspor          | Recep Tayyip Erdoğan | 9 de diciembre  | 14:00 |
| Yeni Malatyaspor | 2 - 3 | Göztepe              | Malatya İnönü        | 9 de diciembre  | 14:00 |
| Antalyaspor      | 1 - 1 | Gençlerbirliği       | Yeni Antalya         | 9 de diciembre  | 16:30 |
| Galatasaray      | 4 - 2 | Akhisar Belediyespor | Türk Telekom Arena   | 9 de diciembre  | 19:30 |
| Osmanlıspor      | 3 - 0 | Alanyaspor           | Yenikent Asaş        | 10 de diciembre | 14:00 |
| Sivasspor        | 1 - 0 | İstanbul Başakşehir  | Yeni Sivas 4 Eylül   | 10 de diciembre | 16:30 |
| Kayserispor      | 1 - 1 | Beşiktaş             | Kadir Has            | 10 de diciembre | 19:30 |
| Konyaspor        | 2 - 0 | Kardemir Karabükspor | Torku Arena          | 11 de diciembre | 20:00 |

| Gençlerbirliği       | 0 - 0 | Kasımpaşa            | Ankara 19 Mayis     | 16 de diciembre | 14:00 |
| Alanyaspor           | 1 - 1 | Sivasspor            | Alanya Oba          | 16 de diciembre | 16:30 |
| Trabzonspor          | 1 - 0 | Bursaspor            | Estadio Şenol Güneş | 16 de diciembre | 19:30 |
| Akhisar Belediyespor | 0 - 2 | Kayserispor          | Manisa 19 Mayis     | 17 de diciembre | 14:00 |
| İstanbul Başakşehir  | 4 - 1 | Antalyaspor          | Başakşehir Arena    | 17 de diciembre | 14:00 |
| Yeni Malatyaspor     | 2 - 1 | Galatasaray          | Malatya İnönü       | 17 de diciembre | 16:30 |
| Beşiktaş             | 5 - 1 | Osmanlıspor          | Vodafone Arena      | 17 de diciembre | 19:30 |
| Göztepe              | 1 - 0 | Konyaspor            | Bornova             | 18 de diciembre | 20:00 |
| Fenerbahçe           | 2 - 0 | Kardemir Karabükspor | Şükrü Saracoğlu     | 18 de diciembre | 20:00 |

| Antalyaspor          | 3 - 1 | Alanyaspor           | Yeni Antalya           | 22 de diciembre | 20:00 |
| Bursaspor            | 1 - 1 | Gençlerbirliği       | Timsah Arena           | 23 de diciembre | 14:00 |
| Sivasspor            | 2 - 1 | Beşiktaş             | Yeni Sivas 4 Eylül     | 23 de diciembre | 16:30 |
| Konyaspor            | 1 - 1 | Fenerbahçe           | Torku Arena            | 23 de diciembre | 19:30 |
| Kayserispor          | 0 - 1 | Yeni Malatyaspor     | Kadir Has              | 24 de diciembre | 14:00 |
| Kardemir Karabükspor | 1 - 1 | Trabzonspor          | Dr. Necmettin Şeyhoğlu | 24 de diciembre | 14:00 |
| Kasımpaşa            | 1 - 2 | İstanbul Başakşehir  | Recep Tayyip Erdoğan   | 24 de diciembre | 16:30 |
| Galatasaray          | 3 - 1 | Göztepe              | Türk Telekom Arena     | 24 de diciembre | 19:30 |
| Osmanlıspor          | 3 - 2 | Akhisar Belediyespor | Yenikent Asaş          | 25 de diciembre | 20:00 |

### Segunda vuelta
| Kasımpaşa            | 3 - 2 | Alanyaspor           | Recep Tayyip Erdoğan   | 19 de enero | 20:00 |
| Kardemir Karabükspor | 0 - 2 | Gençlerbirliği       | Dr. Necmettin Şeyhoğlu | 20 de enero | 13:30 |
| Osmanlıspor          | 0 - 0 | Yeni Malatyaspor     | Yenikent Asaş          | 20 de enero | 16:00 |
| Fenerbahçe           | 2 - 1 | Göztepe              | Şükrü Saracoğlu        | 20 de enero | 19:00 |
| Sivasspor            | 1 - 1 | Akhisar Belediyespor | Yeni Sivas 4 Eylül     | 21 de enero | 13:30 |
| Konyaspor            | 2 - 2 | Trabzonspor          | Torku Arena            | 21 de enero | 13:30 |
| Bursaspor            | 0 - 3 | İstanbul Başakşehir  | Timsah Arena           | 21 de enero | 16:00 |
| Antalyaspor          | 1 - 2 | Beşiktaş             | Yeni Antalya           | 21 de enero | 19:00 |
| Kayserispor          | 1 - 3 | Galatasaray          | Kadir Has              | 22 de enero | 20:00 |

| Gençlerbirliği       | 2 - 1 | Konyaspor            | Ankara 19 Mayis     | 26 de enero | 20:00 |
| Beşiktaş             | 2 - 1 | Kasımpaşa            | Vodafone Arena      | 26 de enero | 20:00 |
| Alanyaspor           | 3 - 1 | Bursaspor            | Alanya Oba          | 27 de enero | 13:30 |
| Göztepe              | 1 - 1 | Kayserispor          | Bornova             | 27 de enero | 16:00 |
| Galatasaray          | 2 - 0 | Osmanlıspor          | Türk Telekom Arena  | 27 de enero | 19:00 |
| Yeni Malatyaspor     | 1 - 0 | Sivasspor            | Malatya İnönü       | 28 de enero | 13:30 |
| Akhisar Belediyespor | 1 - 1 | Antalyaspor          | Manisa 19 Mayis     | 28 de enero | 16:00 |
| Trabzonspor          | 1 - 1 | Fenerbahçe           | Estadio Şenol Güneş | 28 de enero | 19:00 |
| İstanbul Başakşehir  | 5 - 0 | Kardemir Karabükspor | Başakşehir Arena    | 29 de enero | 20:00 |

| Bursaspor            | 2 - 2 | Beşiktaş             | Timsah Arena           | 2 de febrero | 20:00 |
| Kardemir Karabükspor | 1 - 0 | Alanyaspor           | Dr. Necmettin Şeyhoğlu | 3 de febrero | 13:30 |
| Antalyaspor          | 3 - 1 | Yeni Malatyaspor     | Yeni Antalya           | 3 de febrero | 16:00 |
| Fenerbahçe           | 2 - 2 | Gençlerbirliği       | Şükrü Saracoğlu        | 3 de febrero | 19:00 |
| Kasımpaşa            | 2 - 0 | Akhisar Belediyespor | Recep Tayyip Erdoğan   | 4 de febrero | 13:30 |
| Osmanlıspor          | 0 - 1 | Kayserispor          | Yenikent Asaş          | 4 de febrero | 13:30 |
| Konyaspor            | 1 - 1 | İstanbul Başakşehir  | Torku Arena            | 4 de febrero | 16:00 |
| Sivasspor            | 2 - 1 | Galatasaray          | Yeni Sivas 4 Eylül     | 4 de febrero | 19:00 |
| Trabzonspor          | 0 - 0 | Göztepe              | Estadio Şenol Güneş    | 5 de febrero | 20:00 |

| Yeni Malatyaspor     | 1 - 1 | Kasımpaşa            | Malatya İnönü      | 9 de febrero  | 20:00 |
| Göztepe              | 3 - 3 | Osmanlıspor          | Bornova            | 10 de febrero | 13:30 |
| Gençlerbirliği       | 0 - 0 | Trabzonspor          | Ankara 19 Mayis    | 10 de febrero | 16:00 |
| Beşiktaş             | 5 - 0 | Kardemir Karabükspor | Vodafone Arena     | 10 de febrero | 19:00 |
| Akhisar Belediyespor | 1 - 0 | Bursaspor            | Manisa 19 Mayis    | 11 de febrero | 13:30 |
| Kayserispor          | 1 - 1 | Sivasspor            | Kadir Has          | 11 de febrero | 13:30 |
| Alanyaspor           | 1 - 2 | Konyaspor            | Alanya Oba         | 11 de febrero | 16:00 |
| İstanbul Başakşehir  | 0 - 2 | Fenerbahçe           | Başakşehir Arena   | 11 de febrero | 19:00 |
| Galatasaray          | 3 - 0 | Antalyaspor          | Türk Telekom Arena | 12 de febrero | 20:00 |

| Konyaspor            | 1 - 1 | Beşiktaş             | Torku Arena            | 16 de febrero | 20:00 |
| Antalyaspor          | 2 - 1 | Kayserispor          | Yeni Antalya           | 17 de febrero | 13:30 |
| Sivasspor            | 3 - 2 | Osmanlıspor          | Yeni Sivas 4 Eylül     | 17 de febrero | 16:00 |
| Fenerbahçe           | 3 - 0 | Alanyaspor           | Şükrü Saracoğlu        | 17 de febrero | 19:00 |
| Bursaspor            | 0 - 0 | Yeni Malatyaspor     | Timsah Arena           | 18 de febrero | 13:30 |
| Kardemir Karabükspor | 0 - 3 | Akhisar Belediyespor | Dr. Necmettin Şeyhoğlu | 18 de febrero | 13:30 |
| Trabzonspor          | 0 - 1 | İstanbul Başakşehir  | Estadio Şenol Güneş    | 18 de febrero | 16:00 |
| Kasımpaşa            | 2 - 1 | Galatasaray          | Recep Tayyip Erdoğan   | 18 de febrero | 19:00 |
| Gençlerbirliği       | 3 - 0 | Göztepe              | Ankara 19 Mayis        | 19 de febrero | 20:00 |

| Galatasaray          | 5 - 0 | Bursaspor            | Türk Telekom Arena | 23 de febrero | 20:00 |
| Akhisar Belediyespor | 3 - 0 | Konyaspor            | Manisa 19 Mayis    | 23 de febrero | 20:00 |
| Kayserispor          | 3 - 2 | Kasımpaşa            | Kadir Has          | 24 de febrero | 16:00 |
| Alanyaspor           | 1 - 2 | Trabzonspor          | Alanya Oba         | 24 de febrero | 19:00 |
| Osmanlıspor          | 0 - 0 | Antalyaspor          | Yenikent Asaş      | 25 de febrero | 13:30 |
| Yeni Malatyaspor     | 3 - 1 | Kardemir Karabükspor | Malatya İnönü      | 25 de febrero | 13:30 |
| Göztepe              | 1 - 0 | Sivasspor            | Bornova            | 25 de febrero | 16:00 |
| Beşiktaş             | 3 - 1 | Fenerbahçe           | Vodafone Arena     | 25 de febrero | 19:00 |
| İstanbul Başakşehir  | 1 - 1 | Gençlerbirliği       | Başakşehir Arena   | 26 de febrero | 20:00 |

| Bursaspor            | 1 - 0 | Kayserispor          | Timsah Arena           | 2 de marzo | 20:00 |
| Kasımpaşa            | 1 - 1 | Osmanlıspor          | Recep Tayyip Erdoğan   | 3 de marzo | 13:30 |
| İstanbul Başakşehir  | 2 - 0 | Göztepe              | Başakşehir Arena       | 3 de marzo | 16:00 |
| Kardemir Karabükspor | 0 - 7 | Galatasaray          | Dr. Necmettin Şeyhoğlu | 3 de marzo | 19:00 |
| Antalyaspor          | 1 - 4 | Sivasspor            | Yeni Antalya           | 4 de marzo | 13:30 |
| Gençlerbirliği       | 0 - 1 | Alanyaspor           | Ankara 19 Mayis        | 4 de marzo | 13:30 |
| Konyaspor            | 0 - 1 | Yeni Malatyaspor     | Torku Arena            | 4 de marzo | 16:00 |
| Fenerbahçe           | 2 - 3 | Akhisar Belediyespor | Şükrü Saracoğlu        | 4 de marzo | 19:00 |
| Trabzonspor          | 0 - 2 | Beşiktaş             | Estadio Şenol Güneş    | 5 de marzo | 20:00 |

| Alanyaspor           | 4 - 1 | İstanbul Başakşehir  | Alanya Oba         | 9 de marzo  | 20:00 |
| Sivasspor            | 2 - 2 | Kasımpaşa            | Yeni Sivas 4 Eylül | 10 de marzo | 13:30 |
| Osmanlıspor          | 2 - 1 | Bursaspor            | Yenikent Asaş      | 10 de marzo | 16:00 |
| Beşiktaş             | 1 - 0 | Gençlerbirliği       | Vodafone Arena     | 10 de marzo | 19:00 |
| Kayserispor          | 3 - 2 | Kardemir Karabükspor | Kadir Has          | 11 de marzo | 13:30 |
| Göztepe              | 2 - 1 | Antalyaspor          | Bornova            | 11 de marzo | 13:30 |
| Yeni Malatyaspor     | 0 - 2 | Fenerbahçe           | Malatya İnönü      | 11 de marzo | 16:00 |
| Galatasaray          | 2 - 1 | Konyaspor            | Türk Telekom Arena | 11 de marzo | 19:00 |
| Akhisar Belediyespor | 1 - 3 | Trabzonspor          | Manisa 19 Mayis    | 12 de marzo | 20:00 |

| Kasımpaşa            | 2 - 3 | Antalyaspor          | Recep Tayyip Erdoğan   | 16 de marzo | 20:00 |
| Kardemir Karabükspor | 0 - 4 | Osmanlıspor          | Dr. Necmettin Şeyhoğlu | 16 de marzo | 20:00 |
| Gençlerbirliği       | 1 - 1 | Akhisar Belediyespor | Ankara 19 Mayis        | 17 de marzo | 13:30 |
| Bursaspor            | 1 - 0 | Sivasspor            | Timsah Arena           | 17 de marzo | 16:00 |
| Fenerbahçe           | 0 - 0 | Galatasaray          | Şükrü Saracoğlu        | 17 de marzo | 19:00 |
| Konyaspor            | 2 - 0 | Kayserispor          | Torku Arena            | 18 de marzo | 13:30 |
| Alanyaspor           | 1 - 1 | Göztepe              | Alanya Oba             | 18 de marzo | 13:30 |
| Trabzonspor          | 4 - 1 | Yeni Malatyaspor     | Estadio Şenol Güneş    | 18 de marzo | 16:00 |
| İstanbul Başakşehir  | 1 - 0 | Beşiktaş             | Başakşehir Arena       | 18 de marzo | 19:00 |

| Sivasspor            | 1 - 0 | Kardemir Karabükspor | Yeni Sivas 4 Eylül | 30 de marzo | 20:00 |
| Yeni Malatyaspor     | 4 - 1 | Gençlerbirliği       | Malatya İnönü      | 31 de marzo | 13:30 |
| Antalyaspor          | 2 - 0 | Bursaspor            | Yeni Antalya       | 31 de marzo | 16:00 |
| Beşiktaş             | 1 - 0 | Alanyaspor           | Vodafone Arena     | 31 de marzo | 19:00 |
| Osmanlıspor          | 0 - 0 | Konyaspor            | Yenikent Asaş      | 1 de abril  | 13:30 |
| Göztepe              | 0 - 2 | Kasımpaşa            | Bornova            | 1 de abril  | 13:30 |
| Akhisar Belediyespor | 1 - 2 | İstanbul Başakşehir  | Manisa 19 Mayis    | 1 de abril  | 16:00 |
| Galatasaray          | 2 - 1 | Trabzonspor          | Türk Telekom Arena | 1 de abril  | 19:00 |
| Kayserispor          | 0 - 5 | Fenerbahçe           | Kadir Has          | 2 de abril  | 20:00 |

| İstanbul Başakşehir  | 1 - 0 | Yeni Malatyaspor     | Başakşehir Arena       | 6 de abril | 20:00 |
| Kardemir Karabükspor | 1 - 2 | Antalyaspor          | Dr. Necmettin Şeyhoğlu | 7 de abril | 13:30 |
| Trabzonspor          | 4 - 0 | Kayserispor          | Estadio Şenol Güneş    | 7 de abril | 16:00 |
| Beşiktaş             | 5 - 1 | Göztepe              | Vodafone Arena         | 7 de abril | 19:00 |
| Konyaspor            | 5 - 0 | Sivasspor            | Torku Arena            | 8 de abril | 13:30 |
| Alanyaspor           | 3 - 1 | Akhisar Belediyespor | Alanya Oba             | 8 de abril | 16:00 |
| Bursaspor            | 0 - 1 | Kasımpaşa            | Timsah Arena           | 8 de abril | 16:00 |
| Fenerbahçe           | 2 - 0 | Osmanlıspor          | Şükrü Saracoğlu        | 8 de abril | 19:00 |
| Gençlerbirliği       | 1 - 0 | Galatasaray          | Ankara 19 Mayis        | 9 de abril | 20:00 |

| Akhisar Belediyespor | 0 - 3 | Beşiktaş             | Manisa 19 Mayis      | 13 de abril | 20:00 |
| Kasımpaşa            | 2 - 0 | Kardemir Karabükspor | Recep Tayyip Erdoğan | 14 de abril | 13:30 |
| Yeni Malatyaspor     | 1 - 1 | Alanyaspor           | Malatya İnönü        | 14 de abril | 16:00 |
| Sivasspor            | 1 - 2 | Fenerbahçe           | Yeni Sivas 4 Eylül   | 14 de abril | 19:00 |
| Kayserispor          | 3 - 2 | Gençlerbirliği       | Kadir Has            | 15 de abril | 13:30 |
| Antalyaspor          | 0 - 0 | Konyaspor            | Yeni Antalya         | 15 de abril | 16:00 |
| Göztepe              | 2 - 1 | Bursaspor            | Bornova              | 15 de abril | 16:00 |
| Galatasaray          | 2 - 0 | İstanbul Başakşehir  | Türk Telekom Arena   | 15 de abril | 19:00 |
| Osmanlıspor          | 3 - 3 | Trabzonspor          | Yenikent Asaş        | 16 de abril | 20:00 |

| İstanbul Başakşehir  | 3 - 1 | Kayserispor      | Başakşehir Arena       | 20 de abril | 20:00 |
| Gençlerbirliği       | 0 - 3 | Osmanlıspor      | Ankara 19 Mayis        | 21 de abril | 13:30 |
| Kardemir Karabükspor | 1 - 4 | Bursaspor        | Dr. Necmettin Şeyhoğlu | 21 de abril | 13:30 |
| Trabzonspor          | 0 - 2 | Sivasspor        | Estadio Şenol Güneş    | 21 de abril | 16:00 |
| Alanyaspor           | 2 - 3 | Galatasaray      | Alanya Oba             | 21 de abril | 19:00 |
| Konyaspor            | 2 - 0 | Kasımpaşa        | Torku Arena            | 22 de abril | 16:00 |
| Akhisar Belediyespor | 1 - 1 | Göztepe          | Manisa 19 Mayis        | 22 de abril | 16:00 |
| Beşiktaş             | 3 - 1 | Yeni Malatyaspor | Vodafone Arena         | 22 de abril | 19:00 |
| Fenerbahçe           | 4 - 1 | Antalyaspor      | Şükrü Saracoğlu        | 23 de abril | 20:00 |

| Göztepe          | 5 - 0 | Kardemir Karabükspor | Bornova              | 27 de abril | 20:00 |
| Kayserispor      | 1 - 2 | Alanyaspor           | Kadir Has            | 28 de abril | 13:30 |
| Sivasspor        | 1 - 0 | Gençlerbirliği       | Yeni Sivas 4 Eylül   | 28 de abril | 13:30 |
| Antalyaspor      | 1 - 2 | Trabzonspor          | Yeni Antalya         | 28 de abril | 16:00 |
| Kasımpaşa        | 1 - 4 | Fenerbahçe           | Recep Tayyip Erdoğan | 28 de abril | 19:00 |
| Yeni Malatyaspor | 0 - 0 | Akhisar Belediyespor | Malatya İnönü        | 29 de abril | 13:30 |
| Osmanlıspor      | 1 - 4 | İstanbul Başakşehir  | Yenikent Asaş        | 29 de abril | 16:00 |
| Galatasaray      | 2 - 0 | Beşiktaş             | Türk Telekom Arena   | 29 de abril | 19:00 |
| Bursaspor        | 2 - 1 | Konyaspor            | Timsah Arena         | 30 de abril | 20:00 |

| İstanbul Başakşehir  | 1 - 1 | Sivasspor        | Başakşehir Arena       | 4 de mayo | 20:00 |
| Kardemir Karabükspor | 0 - 1 | Konyaspor        | Dr. Necmettin Şeyhoğlu | 5 de mayo | 16:00 |
| Trabzonspor          | 2 - 5 | Kasımpaşa        | Estadio Şenol Güneş    | 5 de mayo | 19:00 |
| Alanyaspor           | 1 - 1 | Osmanlıspor      | Alanya Oba             | 5 de mayo | 19:00 |
| Fenerbahçe           | 2 - 1 | Bursaspor        | Şükrü Saracoğlu        | 6 de mayo | 16:00 |
| Gençlerbirliği       | 0 - 1 | Antalyaspor      | Ankara 19 Mayis        | 6 de mayo | 16:00 |
| Akhisar Belediyespor | 1 - 2 | Galatasaray      | Manisa 19 Mayis        | 6 de mayo | 19:00 |
| Göztepe              | 0 - 0 | Yeni Malatyaspor | Bornova                | 7 de mayo | 20:00 |
| Beşiktaş             | 2 - 0 | Kayserispor      | Vodafone Arena         | 7 de mayo | 20:00 |

| Antalyaspor          | 0 - 2 | İstanbul Başakşehir  | Yeni Antalya           | 11 de mayo | 20:00 |
| Kasımpaşa            | 3 - 1 | Gençlerbirliği       | Recep Tayyip Erdoğan   | 12 de mayo | 16:00 |
| Konyaspor            | 1 - 1 | Göztepe              | Torku Arena            | 12 de mayo | 19:00 |
| Galatasaray          | 2 - 0 | Yeni Malatyaspor     | Türk Telekom Arena     | 12 de mayo | 19:00 |
| Bursaspor            | 1 - 3 | Trabzonspor          | Timsah Arena           | 13 de mayo | 16:00 |
| Osmanlıspor          | 2 - 3 | Beşiktaş             | Yenikent Asaş          | 13 de mayo | 19:00 |
| Sivasspor            | 2 - 2 | Alanyaspor           | Yeni Sivas 4 Eylül     | 13 de mayo | 19:00 |
| Kardemir Karabükspor | 0 - 7 | Fenerbahçe           | Dr. Necmettin Şeyhoğlu | 14 de mayo | 20:00 |
| Kayserispor          | 1 - 2 | Akhisar Belediyespor | Kadir Has              | 14 de mayo | 20:00 |

| Alanyaspor           | 3 - 2 | Antalyaspor          | Alanya Oba          | 18 de mayo | 18:00 |
| Yeni Malatyaspor     | 3 - 2 | Kayserispor          | Malatya İnönü       | 18 de mayo | 18:00 |
| Trabzonspor          | 3 - 0 | Kardemir Karabükspor | Estadio Şenol Güneş | 18 de mayo | 18:00 |
| Gençlerbirliği       | 1 - 0 | Bursaspor            | Ankara 19 Mayis     | 18 de mayo | 18:00 |
| Akhisar Belediyespor | 2 - 1 | Osmanlıspor          | Manisa 19 Mayis     | 18 de mayo | 18:00 |
| Göztepe              | 0 - 1 | Galatasaray          | Bornova             | 19 de mayo | 19:00 |
| İstanbul Başakşehir  | 3 - 2 | Kasımpaşa            | Başakşehir Arena    | 19 de mayo | 19:00 |
| Beşiktaş             | 5 - 1 | Sivasspor            | Vodafone Arena      | 19 de mayo | 19:00 |
| Fenerbahçe           | 3 - 2 | Konyaspor            | Şükrü Saracoğlu     | 19 de mayo | 19:00 |

## Goleadores
- «Süper Lig Top Goalscorers». TFF.

| Pos. | Jugador           | Equipo              | Goles |
| ---- | ----------------- | ------------------- | ----- |
| 1    | Bafétimbi Gomis   | Galatasaray         | 29    |
| 2    | Burak Yılmaz      | Trabzonspor         | 23    |
| 3    | Adis Jahović      | Konyaspor           | 19    |
| 4    | Emmanuel Adebayor | İstanbul Başakşehir | 15    |
| 5    | Umut Bulut        | Kayserispor         | 14    |
| 5    | Giuliano          | Fenerbahce          | 14    |
| 5    | Emre Akbaba       | Alanyaspor          | 14    |
| 5    | Anderson Talisca  | Besiktas            | 14    |
| 9    | Mahmoud Hassan    | Kasımpaşa           | 13    |
| 9    | Vágner Love       | Besiktas            | 13    |

## TFF Primera División
La TFF Primera División es la segunda categoría del fútbol en Turquía, en la edición 2017-18, los clubes Rizespor y Ankaragücü consiguieron el ascenso automáticamente, mientras Erzurum BB consiguió el tercer ascenso al ganar los playoffs en los que participaron los clubes clasificados entre el tercer y sexto puesto.
| Pos. | Equipo          | Pts. | PJ | G  | E  | P  | GF | GC  | Dif. | Clasificación o descenso           |
| ---- | --------------- | ---- | -- | -- | -- | -- | -- | --- | ---- | ---------------------------------- |
| 1    | Rizespor (C)    | 69   | 34 | 20 | 9  | 5  | 68 | 38  | +30  | Asciende a la Superliga 2018-19    |
| 2    | Ankaragücü      | 63   | 34 | 18 | 9  | 7  | 55 | 34  | +21  | Asciende a la Superliga 2018-19    |
| 3    | Boluspor        | 60   | 34 | 18 | 6  | 10 | 53 | 30  | +23  | Clasificados a playoffs            |
| 4    | Ümraniyespor    | 59   | 34 | 17 | 8  | 9  | 49 | 35  | +14  | Clasificados a playoffs            |
| 5    | Erzurum BB      | 53   | 34 | 14 | 11 | 9  | 56 | 44  | +12  | Clasificados a playoffs            |
| 6    | Gaziantep       | 53   | 34 | 15 | 8  | 11 | 57 | 38  | +19  | Clasificados a playoffs            |
| 7    | Altınordu       | 53   | 34 | 15 | 8  | 11 | 55 | 45  | +10  |                                    |
| 8    | Balıkesirspor   | 52   | 34 | 16 | 7  | 11 | 56 | 46  | +10  |                                    |
| 9    | İstanbulspor    | 50   | 34 | 14 | 8  | 12 | 45 | 39  | +6   |                                    |
| 10   | Elazığspor      | 48   | 34 | 13 | 9  | 12 | 53 | 44  | +9   |                                    |
| 11   | Giresunspor     | 47   | 34 | 13 | 8  | 13 | 50 | 44  | +6   |                                    |
| 12   | Adanaspor       | 43   | 34 | 12 | 7  | 15 | 41 | 56  | −15  |                                    |
| 13   | Adana Demirspor | 41   | 34 | 11 | 8  | 15 | 44 | 47  | −3   |                                    |
| 14   | Eskişehirspor   | 41   | 34 | 12 | 8  | 14 | 63 | 56  | +7   |                                    |
| 15   | Denizlispor     | 38   | 34 | 10 | 8  | 16 | 43 | 47  | −4   |                                    |
| 16   | Samsunspor      | 36   | 34 | 7  | 15 | 12 | 32 | 46  | −14  | Descenso a la TFF Segunda División |
| 17   | Manisaspor      | 15   | 34 | 7  | 3  | 24 | 31 | 80  | −49  | Descenso a la TFF Segunda División |
| 18   | Gaziantepspor   | 1    | 34 | 2  | 4  | 28 | 18 | 100 | −82  | Descenso a la TFF Segunda División |

 Fuente: TFF First League
Notas:
1. ↑  Balıkesirspor se le restaron 3 puntos.
2. ↑  Eskişehirspor se le restaron 3 puntos.
3. ↑  Manisaspor se le restaron 9 puntos.
4. ↑  Gaziantepspor se le restaron 9 puntos.